# Кавалергардская улица (Санкт-Петербург)
Кавалерга́рдская у́лица — улица в Центральном районе Санкт-Петербурга. Проходит от Суворовского проспекта до Таврического переулка.

## История
- Первоначально — Манежная улица (1798—1858). Проходила от Смольной набережной до Суворовского проспекта. Название дано по находившемуся рядом манежу лейб-гвардии Конногвардейского полка.
- С 1828 года — Старая Манежная улица.
- С середины 1860-х годов — Старо-Манежная улица.
- В 1858 году нумерация домов изменена противоположно прежней.
- Современное название дано 5 марта 1871 года по лейб-гвардии Кавалергардскому полку, квартировавшему в этой части города.
- С 6 октября 1923 года по 4 октября 1991 года — улица Красной Конницы. Название дано с целью искоренения дореволюционной терминологии и замены её на советскую.
- Участок у Смольной набережной закрыт после 1962 года.

## Достопримечательности
- Дом 2 (Суворовский проспект, 48) — доходный дом Н. М. Давыдова, 1913 гг., гражд. инж. Н. Л. Захаров.  7831906000
- Дом 3 — кооперативный жилой дом Общества собственников жилищ, первый ЖСК в городе. Включен в реестр объектов культурного наследия. Построен в 1909—1910 годах по проекту архитектора Ивана Бургазлиева в стиле неоклассицизма. В доме жил организатор одной из первых в России марксистских групп Михаил Бруснев (мемориальная доска, 1990), в 1920-е годы в доме жил ученый-химик академик Григорий Разуваев.
- Дом 4 — здание 1865 г., арх. Н. Неверов. В этом доме в 1954—1961 годах жила Анна Ахматова.  7831907000
- Дом 6 — Центральный НИИ морского флота
- Дом 8 — доходный дом Н. А. Пундика, 1905 г., инж.-арх. Сергей Гингер.  7831909001
- Дом 12 — доходный дом Ведомства учреждений императрицы Марии, 1904—1905 гг., арх. Александр Красовский.  7831908000
- Дом 20 — доходный дом Николаева, 1876—1877 гг., арх. Виктор Шрётер.  7831904000
- Главная водопроводная станция